# Корпоративні спори
Корпоративний спір — вважається спором між юридичною особою та її учасниками (засновниками, акціонерами, членами), у тому числі учасником, який вибув, а також між учасниками (засновниками, акціонерами, членами) юридичної особи, пов'язаними із створенням, діяльністю, управлінням та припиненням діяльності такої особи, крім трудових спорів.

## Загальні питання щодо корпоративних спорів
Правовідносини у сфері корпоративних спорів регулюються наступним законодавством: Цивільним кодексом України, Господарським кодексом України, Законами України «Про господарські товариства», «Про акціонерні товариства», «Про цінні папери та фондовий ринок», «Про депозитарну систему України», «Про державну реєстрацію юридичних осіб, фізичних осіб — підприємців та громадських формувань», «Про фермерське господарство», «Про кооперацію».
До корпоративних спорів належать: спори за позовами учасників юридичної особи про визнання недійсними установчих документів або їх частин, змін до них; спори за позовами акціонерів приватних акціонерних товариств про переведення на них прав та обов'язків покупця акцій у зв'язку з порушенням їхнього переважного права на придбання акцій, що продаються іншими акціонерами товариства; спори між учасниками (засновниками, акціонерами, членами) юридичної особи та юридичною особою щодо права власності на майно, передане юридичній особі як вклад до статутного (складеного) капіталу (ч. 1 Постанови Пленуму Господарського Суду «Про деякі питання практики вирішення спорів, що виникають з корпоративних правовідносин»).
До корпоративних спорів не належать:
- спори про визнання недійсними рішень органів управління юридичної особи за позовом особи, яка не є учасником (акціонером, членом, засновником), у тому числі таким, що вибув, у разі оспорювання рішень органів управління юридичної особи, прийнятих після його вибуття;
- спори між акціонерами, АТ та депозитарними установами, пов'язані з укладенням, зміною, розірванням, виконанням або визнанням недійсними договорів про відкриття та обслуговування рахунків у цінних паперах, зазначених у статті 5 Закону України «Про депозитарну систему України»;
- спори, пов'язані з управлінням активами корпоративних інвестиційних фондів;
- спори, пов'язані з розподілом майна подружжя, вступом до юридичних осіб спадкоємців, правонаступників, осіб, яким було відчужено частку в статутному капіталі господарських товариств;
- спори про визнання права власності на акції, спори щодо укладення, розірвання, зміни, виконання, а також визнання недійсними договорів купівлі-продажу акцій, та спори щодо інших правочинів з акціями, крім спорів, пов'язаних з порушенням переважного права акціонерів на придбання акцій;
- спори між набувачем права власності на частку в статутному капіталі та учасниками ТОВ або ТДВ про право власності на частку
- спори про визнання недійсними установчих документів та припинення юридичної особи за позовами суб'єктів владних повноважень, що здійснюють контроль за діяльністю юридичної особи, а також органів, які здійснюють державну реєстрацію юридичних осіб (п.1.7-1.8 ч. 1. Постанови Пленуму Господарського Суду «Про деякі питання практики вирішення спорів, що виникають з корпоративних правовідносин»)[1].

## Ознаки корпоративних спорів
- Корпоративний спір виникає між учасниками корпоративних правовідносин. Тобто, відповідно до ст.2 ГК України поряд із суб'єктами господарювання, учасниками відносин у сфері господарювання є особи, які виступають засновниками таких суб'єктів господарювання чи здійснюють щодо них організаційно- господарські повноваження на основі відносин власності[2]. Корпоративні відносини є особливим видом відносин у сфері господарювання, оскільки не мають ознак господарсько-виробничих відносин.
- Корпоративні спори розглядаються виключно господарським судом за місцезнаходженням господарського товариства (ст. 16 ГПК України).
- В основі корпоративного спору завжди знаходиться порушення суб'єктивного корпоративного права.
- Практична цінність корпоративного спору. Корпоративний спір виникає з приводу матеріальних правовідносин між юридично рівними учасниками корпоративних відносин щодо набуття, здійснення та припинення їх корпоративних прав та інтересів.
- Предметом корпоративного спору завжди є корпоративні права.

Окрім названих корпоративним спорам притаманні ознаки інших юридичних спорів. Зокрема, наступні ознаки: існування або припущення про існування матеріальних правовідносин між учасниками спору; характер взаємного становища сторін спору; наявність суб'єктивного інтересу учасників; ознака практичної цінності.

## Класифікація корпоративних спорів
Корпоративні спори поділяються за різними критеріями, одним з яких є суб'єктний склад корпоративного спору. Суб'єктами корпоративного права є учасники корпоративних правовідносин:
1. спори, що виникають між учасниками, з приводу створення, діяльності, управління та припинення діяльності товариства;
2. спори між господарським товариством та його учасником;
3. спори між корпорацією чи учасником корпорації та будь-яким іншим учасником приватноправових відносин.

За об'єктом корпоративні спори поділяються на:
1. спори, які виникають з приводу майнових корпоративних прав;
2. спори, які виникають з приводу організаційних корпоративних прав.

Корпоративні спори ділять на дві великі категорії:
1. Договірні;
2. Позадоговірні.

Договірні спори — це такі, які виникають з договору, наприклад, засновницького договору акціонерного товариства. Позадоговірні спори — це, всі інші спори, які виникають у разі порушення будь-яких корпоративних прав та інтересів.